# 분청사기 상감연화문 편병
분청사기 상감연화문 편병(粉靑沙器 象嵌蓮花文 扁甁)은 상감기법을 써서 연꽃 무늬를 새긴, 분청사기 편병이다. 대구광역시 북구, 경북대학교박물관에 있다. 1963년 1월 21일 대한민국의 보물 제268호로 지정되었다.

## 개요
분청사기는 고려말 상감청자가 쇠퇴하면서 백자와는 다른 형태와 무늬, 구도 을 가지고 나타난 매우 독특한 도자기이다. 그 명칭은 백토로 분장한 회청사기, 즉 '분청회청사기'라는 말에서 유래되었고 '분청'이라고도 한다.
높이 19.1cm, 아가리 지름 5.7cm, 밑지름 10cm인 이 병은 분청사기 특유의 획일적으로 무늬를 찍는 인화문과 표면에 백토를 씌우는 분장법을 사용한 것을 제외하면, 고려청자와 다를 바 없는 질감을 가지고 있어 조선 초기의 작품으로 보인다.
무늬를 보면 아가리 밑에 구슬 모양의 띠를 둘렀고, 어깨부분에는 작은 국화 문양을 찍고, 그 둘레에 연꽃무늬를 상감하여 테두리를 만들었다. 배부분의 앞·뒤 편평한 곳에는 구슬모양으로 마름모 형태의 꽃을 만들고, 그 안에 흑백상감을 한 연꽃을 새겨 넣었다. 양쪽 면에는 국화무늬를 찍은 것을 배경으로 덩굴무늬를 흑상감하였다. 밑부분에는 연꽃을 상감하였고 굽 주변에는 구슬모양 띠를 둘렀다.
분청사기 상감연화문 편병(粉靑沙器 象嵌蓮花文 扁甁)은 몸체 양 측면에 있는 덩굴무늬와 어깨부분의 연꽃 테두리를 바탕색 그대로 두고 있어 이채롭다. 몸체 크기에 비교해서 굽다리가 높아 안정된 자세를 취하고 있으며, 각 부분의 비례도 조화를 이루고 있다.

## 주해
1. ↑  병의 앞뒤가 둥글납작하고 목이 짧은 병을 편병(扁甁)이라 한다.

## 참고 자료
- 분청사기 상감연화문 편병 - 국가유산청 국가유산포털